# San Antonio del Bajío
San Antonio del Bajío är en ort i Mexiko.   Den ligger i kommunen Villa Hidalgo och delstaten Zacatecas, i den centrala delen av landet, 400 km nordväst om huvudstaden Mexico City. San Antonio del Bajío ligger 2 122 meter över havet och antalet invånare är 187.
Terrängen runt San Antonio del Bajío är huvudsakligen platt, men österut är den kuperad. Runt San Antonio del Bajío är det ganska glesbefolkat, med 45 invånare per kvadratkilometer. Närmaste större samhälle är Villa Hidalgo, 7,5 km öster om San Antonio del Bajío. Omgivningarna runt San Antonio del Bajío är i huvudsak ett öppet busklandskap.